# Bruinkool in Kosovo
Bruinkool in Kosovo is een belangrijke lokale energiebron en dat zal ook zo blijven vanwege de hoge reserves.

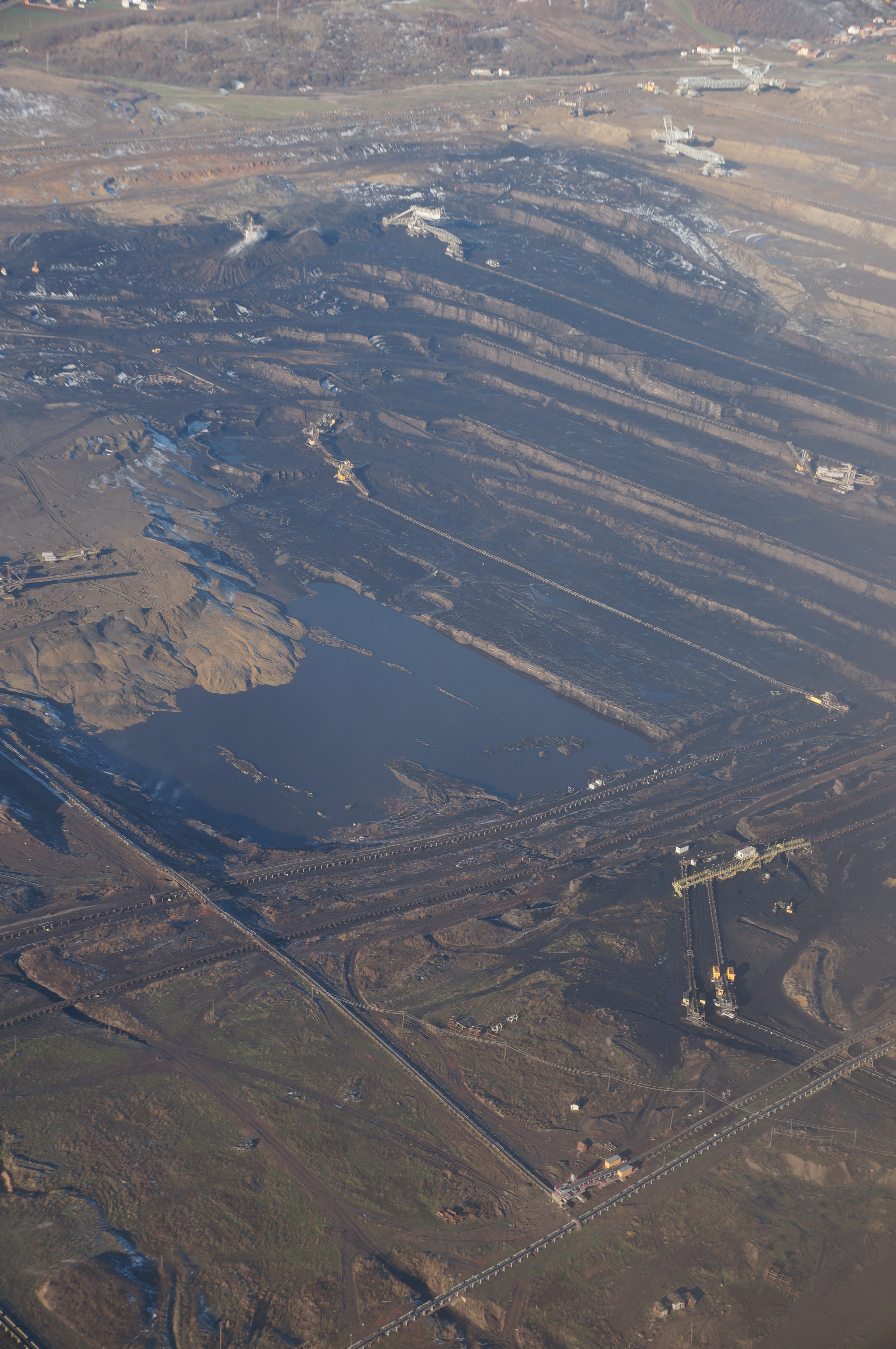
luchtfoto van de bruinkoolgroeve bij Fushë Kosovë in december 2017

Kosovo is erg rijk aan bruinkool en is goed voor 97% van de elektriciteitsproductie in Kosovo. Het bruinkool is er te vinden in drie grote stroomgebieden: het Kosovo-bekken, het Dukagjin-bekken en het Drenica-bekken. Het stroomgebied van Kosovo is tot nu toe het belangrijkste stroomgebied voor de mijnbouw geweest. Het bekken van Kosovo heeft een oppervlakte van 274 km².
De bruinkool wordt gedolven sinds 1922 en wordt gebruikt in de twee nabijgelegen kolencentrales: Kosovo A en Kosovo B. Het bassin van Dukagjini heeft een oppervlakte van 49 km². Drenica-bekken heeft een oppervlakte van 5,1 km². 
Het bruinkool in Kosovo heeft een laag zwavelgehalte en heeft een goede kalkconcentratie, wat betekent dat het zwavel kan opnemen tijdens de verbranding. Over het algemeen hebben de bruinkoolmijnen in Kosovo een van de meest gunstige eigenschappen in Europa. Toch zijn er ook grote risico's op gezondheidsproblemen. Er zijn 3 kolenmijnen in Kosovo: Belacevac, Miraš en Sibovc. Belacevac is een bruinkoolgroeve in Obiliq in Kosovo en een van de grootste van Europa.
Kosovo heeft de op een na grootste reserves van exploiteerbaar bruinkool in Europa, alleen na Duitsland en Polen. Er bestaan dan ook plannen voor een nieuwe modernere centrale Kosovo C. Deze centrale heet ook wel Kosova e Re.